# Wuxia
Wuxia (xinès tradicional 武俠, xinès simplificat 武侠; significa literalment “heroi marcial”) és un gènere de ficció xinès on es lluita amb espases seguint arts marcials. És un gènere que es troba a les novel·les, pel·lícules i òperes.
EL gènere s'originà a partir de la novel·la històrica xinesa (destacant el Romanç dels Tres Regnes i Marge d'Aigua), sense ser-ne un subgènere d'aquesta, durant la segona meitat de la dinastia Qing.
Una de les primeres novel·les del gènere fou Tres Herois i Cinc Galans (San Xia Wu Yi), de Shi Yukun. Els aficionats la van expandi sorgint Set Herois i Cinc Galans (Qi Xia Wu Yi). Aquestes novel·les deriven de les històries folklòriques de l'heroi Bao Zheng, un jutge molt intel·ligent i integritat moral incorruptible.
Al segle xx apareixen els autors destacables Gu Long i Jin Yong.
Xiang Kairan (pseudònim Pingjiang Buxiaosheng) es convertí en el primer escriptor notable del gènere. Destaca la seua novel·la Els Peculiars Cavallers Errants de Jianghu (江湖奇俠傳).
El Kuomingtang va prohibir el gènere per considerar-lo supersticiós i "potencialment subversiu".
El wuxia era inicialment una forma de literatura i amb el temps també ha estat un gènere de cinema que és el més popular entre els xinesos i també compta amb molts espectadors a Tailàndia, Indonèsia, Filipines, etc. Actualment està representat en òperes, còmics i videojocs.
Les obres wuxia tenen les característiques següents:
- A l'ambientació cal que estiga present:
  - El Jianghu: la formulació del món on ocorren les històries que es caracteritza pel fet que la definició de qui són els amics i qui els enemics és difosa, corrupció, tirania i canvis de dinastia o govern.
  - El Wulin: la cultura on els protagonistes actuen. És el conjunt d'herois i vilans organitzats en aliances i units per fidelitat de facció, familiar o romàntica.
- Les arts marcials practicades són exagerades amb fins i tot elements sobrenaturals.

La figura cabdal de la literatura wuxia és Jin Yong; altres escriptors són: Gu Long, Huang Yi, Liang Yusheng, Wen Rui'an, Xiao Yi i Sima Ziyan
En el cinema wuxia destaquen els cineastes Li Han Hsian, Chang Cheh, Chu Yuan i King Hu (qui fou el primer en aconseguir que una pel·lícula del gènere guanyara un premi al Festival de Cinema de Cannes), Lia Chia Lang entre d'altres. S'acostuma a dividir les pel·lícules d'arts marcials en dos subgèneres: el wuxia (lluitadors amb espases, basat en literatura i tradició popular) i el kung fu shaolin (un kung fu més purista). L'origen de les pel·lícules wuxia es troba a Hong Kong i Taiwan. Aquest gènere ha influït en el cinema occidental.